# 6552 Higginson
6552 Higginson eller 1989 GH är en asteroid i huvudbältet som upptäcktes 5 april 1989 av den amerikanske astronomen Eleanor F. Helin vid Palomar-observatoriet. Den är uppkallad efter George Higginson.
Asteroiden har en diameter på ungefär 9 kilometer och den tillhör asteroidgruppen Adeona.